# Esperanza del Mar
L’Esperanza del mar est un navire-hôpital espagnol entré en service en 2001. Il est exploité par l’Instituto Social de la Marina (ISM) et appartient à l'administration de la sécurité sociale qui dépend du Ministère de l'Inclusion, de la Sécurité sociale et des Migrations. Il assure, avec le Juan de la Cosa, l’assistance médicale et logistique des navires de pêche espagnols.

## Histoire
L’Espagne dispose d’une importante flotte de pêche opérant loin du territoire national. Pour assurer l’accès aux soins et le secours des marins isolés, l’idée de mettre en œuvre des navires-hôpitaux s’est progressivement imposée.
Dès les années 1950 se pose la question de l’appui à la flotte de pêche et des moyens pouvant être mis en œuvre pour améliorer les conditions de vie des pêcheurs et leur accès aux soins médicaux. D’autres pays disposent déjà de navires-hôpitaux assurant ce rôle. Cependant, ce n’est que dans les années 1970 que la question de l’appui médical des pêcheurs deviendra centrale. En effet, la rétrocession du Sahara espagnol en 1976 prive les marins de l’accès aux hôpitaux militaires espagnols et aux centres d’assistance de l’ISM auparavant présents sur ce territoire.
L’ISM décide en 1982 de faire l’acquisition d’un porte-conteneurs et de le reconvertir en navire-hôpital, devenant le premier Esperanza del mar. Il reste en activité sur les côtes occidentales de l’Afrique jusqu’en 2001, date à laquelle il est remplacé par une nouvelle unité portant le même nom et spécialement conçue comme un navire sanitaire de sauvetage et d’assistance maritime.

## Missions et zone d'opération
L’Esperanza del mar a été spécialement conçu comme un navire d’assistance médicale. Ses équipements lui permettent, entre autres, d’assurer la réalisation de consultations médicales à son bord, mais aussi directement à bord des navires demandeurs ou encore de téléconsultations. Il dispose des capacités pour assurer l’évacuation des patients par hélicoptère ou par bateau vers l’hôpital du bord. Son rôle ne se limite cependant pas au domaine médical et il a aussi été conçu comme un navire d’assistance plus classique. À ce titre, il peut prendre en remorque un navire en avarie, assurer des réparations ou encore un ravitaillement d’urgence (eau et carburant). Il participe aussi à des missions de sauvetage en mer. À côté de ces missions il collabore à des campagnes météorologiques et océanographiques. 
L’Esperanza del mar est basé à Las Palmas, aux îles Canaries. Il opère principalement au large de l’Afrique de l’Ouest où sa zone de responsabilité couvre les îles Canaries et la bande saharienne. Le Juan de la Cosa opère quant à lui principalement en Atlantique nord entre les latitudes 30° et 50° Nord et les longitudes 3° à 45° Ouest,. Les zones d’opération des deux navires recoupant les zones de travail d’une grande partie de la flotte de pêche espagnole.

## Caractéristiques techniques et équipement médical
Construit par IZAR construction, chantier naval de Gijon, spécialement pour l’ISM, l’Esperanza del  mar a été dès sa construction pensé pour la réalisation de missions d’assistance médicales et maritimes, aux contraire de son prédécesseur qui était un navire porte-conteneurs reconverti.
Le navire a ainsi été conçu autour de son hôpital, directement relié à la plage arrière où se trouvent les embarcations et l’héliport. Celui-ci a une capacité d’accueil de 17 patients : 6 en chambres doubles, deux en salle de soins intensifs, un en chambre d’isolement pour maladies infectieuses et un en chambre d’isolement psychiatrique.
En termes d’équipement l’hôpital dispose d’une salle de soins, d’un bloc opératoire, d’une salle de radiographie, d’un laboratoire d’analyses médicales, d’une pharmacie. L’ensemble disposant du matériel nécessaire pour fonctionner en toute autonomie à l’instar d’un hôpital terrestre.  L’équipe médicale est constituée de deux médecins, un infirmier et d’un marin.
À ces capacités d’accueil médicales, s’ajoutent des cabines supplémentaires permettant l’accueil de 30 naufragés.  Le navire disposant d’une capacité d’accueil totale de 80 personnes en cabines, équipage compris.